# Penichrolucanus kabakovi
Penichrolucanus kabakovi là một loài bọ cánh cứng trong họ Lucanidae. Loài này được Nikolajev mô tả khoa học năm 2011.